# Saga (1877)
Saga, officiellt HM ångkorvett Saga, var en ångkorvett i svenska flottan och, med undantag av 1900-talets motortorpedbåtar, det sista svenska stridsfartyget med träskrov. Saga var under större delen av sin livslängd i huvudsak ett övningsfartyg och efterträdde ångfregatten HMS Vanadis som kadettfartyg 1894 för att kvarstå som sådant till år 1913 då hon blev marketenterifartyg för rekrytavdelningen. Hon blev 1920 omklassad som logementsfartyg och utrangerades 1926. Hennes propeller finns att beskåda utanför Marinmuseum i Karlskrona.

## Utformning
Saga var 61 m lång, 10,2 m bred och hade ett djupgående på 5,6 m. Det totala deplacementet uppgick till 1.617 ton. Fartyget var fregattacklad med en 1.177 m² stor segelyta och kunde uppnå en fart på 11 knop under segel. Maskineriet utgjordes av 6 st eldrörpannor som genererade ånga till en Motala vinkelångmaskin. Den sammanlagda maskinstyrkan uppgick till cirka 900 indikerade hästkrafter. Detta gav Saga en toppfart av 10,5 knop under maskin. Den ursprungliga bestyckningen bestod av en 16,7 cm kanon. Saga hade en ursprunglig besättning på 188 man.

## Historia
Saga blev det sista större örlogsfartyget med träskrov som byggdes för flottan. 1893 ersatte hon fregatten Vanadis som kadettfartyg och fick efter ombyggnad vid örlogsvarvet i Karlskrona år 1898 sex nya ångpannor och ett nytt huvuddäck. Ombestyckningar skedde 1884, 1888, 1893 och 1906. 16,7 cm kanonen utbyttes 1884 till en 15,2 cm Armstrongkanon m/83 och sex 12,2 cm räfflade,framladdade kanoner m/73 tillkom. 
Efter en ombyggnad 1888 omfattade artilleriet en 15,2 cm kanon m/83, åtta 12,2 cm kanoner m/81, en 65 mm landstigningskanon m/86, två 38 mm snabbskjutande kanoner m/84 och fyra tiopipiga 12 mm kulsprutor m/75, senare ersatta med två 25,4 mm kulsprutor m/84. 1893 togs två 12,2 cm pjäser bort och 1906 togs även landstigningskanonen och de två kulsprutorna bort. År 1913 blev hon marketenterifartyg i Karlskrona och år 1920 logementsfartyg. 
Saga utrangerades den 25 juni 1926 och användes därefter för målskjutning. Den 19 juli 1928 sänktes  hon i egenskap av målfartyg vid en instruktionsskjutning med pansarskeppen Sveriges och Drottning Victorias 28,3 cm kanoner.

## Bildgalleri

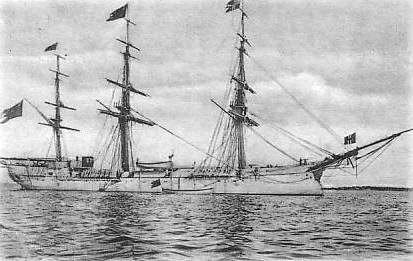
Saga på Kronoredden i Karlskrona, cirka 1900.
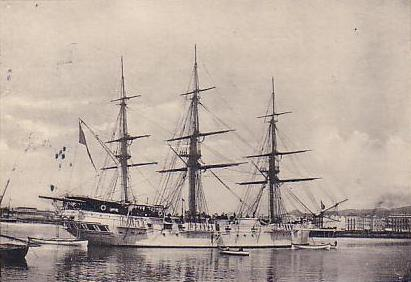
Saga på besök i Rosiabukten på Gibraltar 1899.
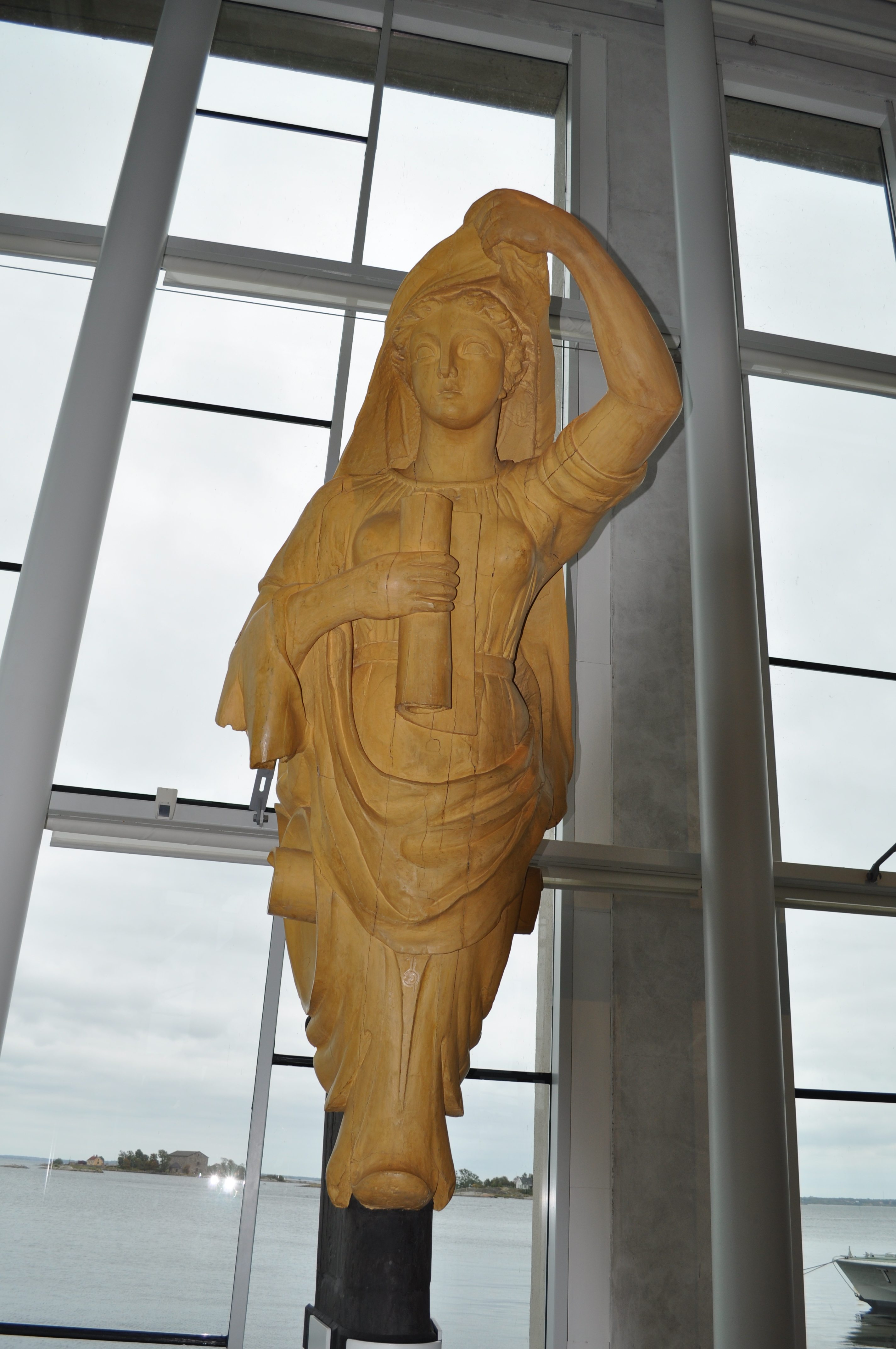
Sagas gallionsfigur, utförd av Carl August Sundwall, utställd på Marinmuseum i Karlskrona.
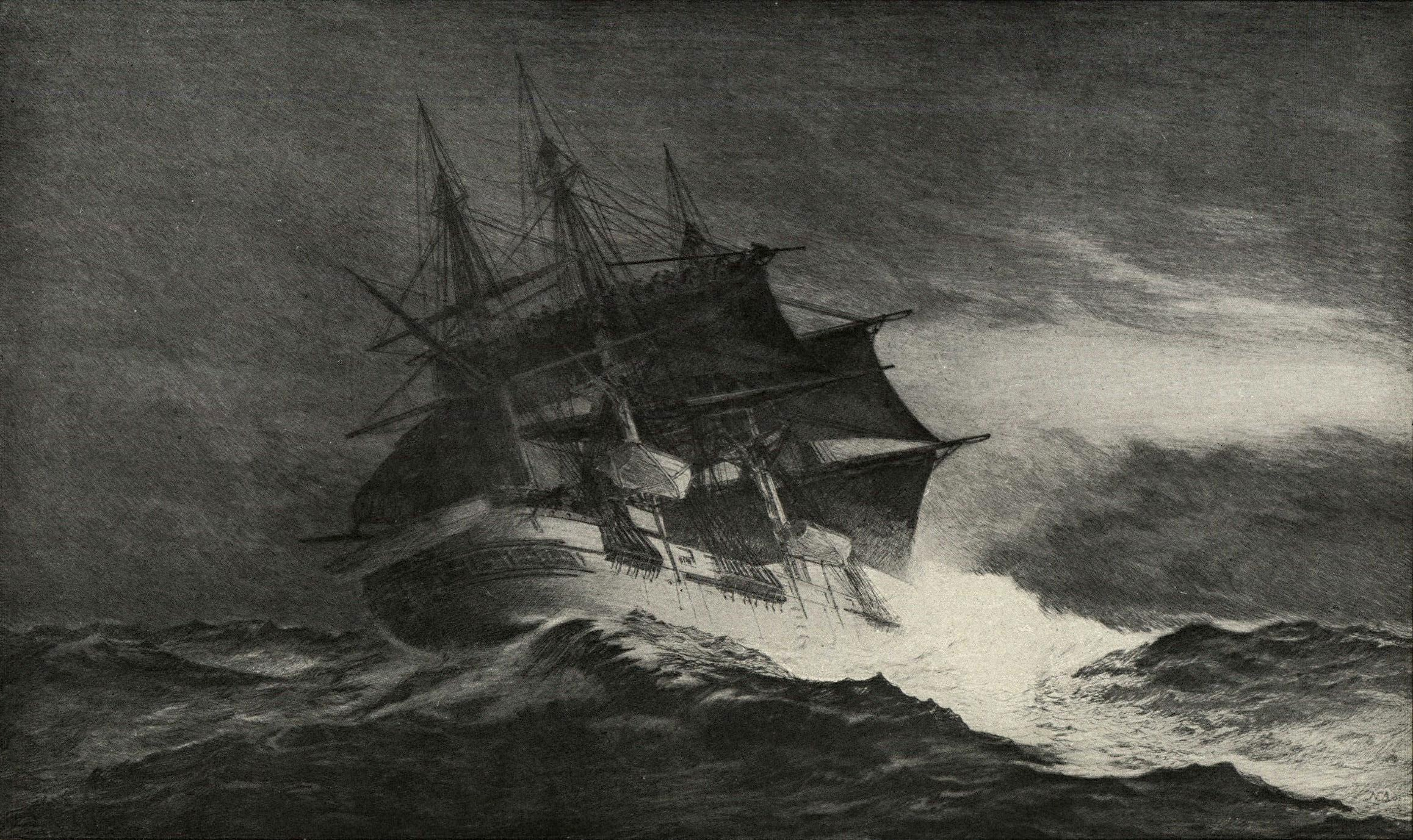
Saga i hård sjö, etsning av N. E. Anckers.
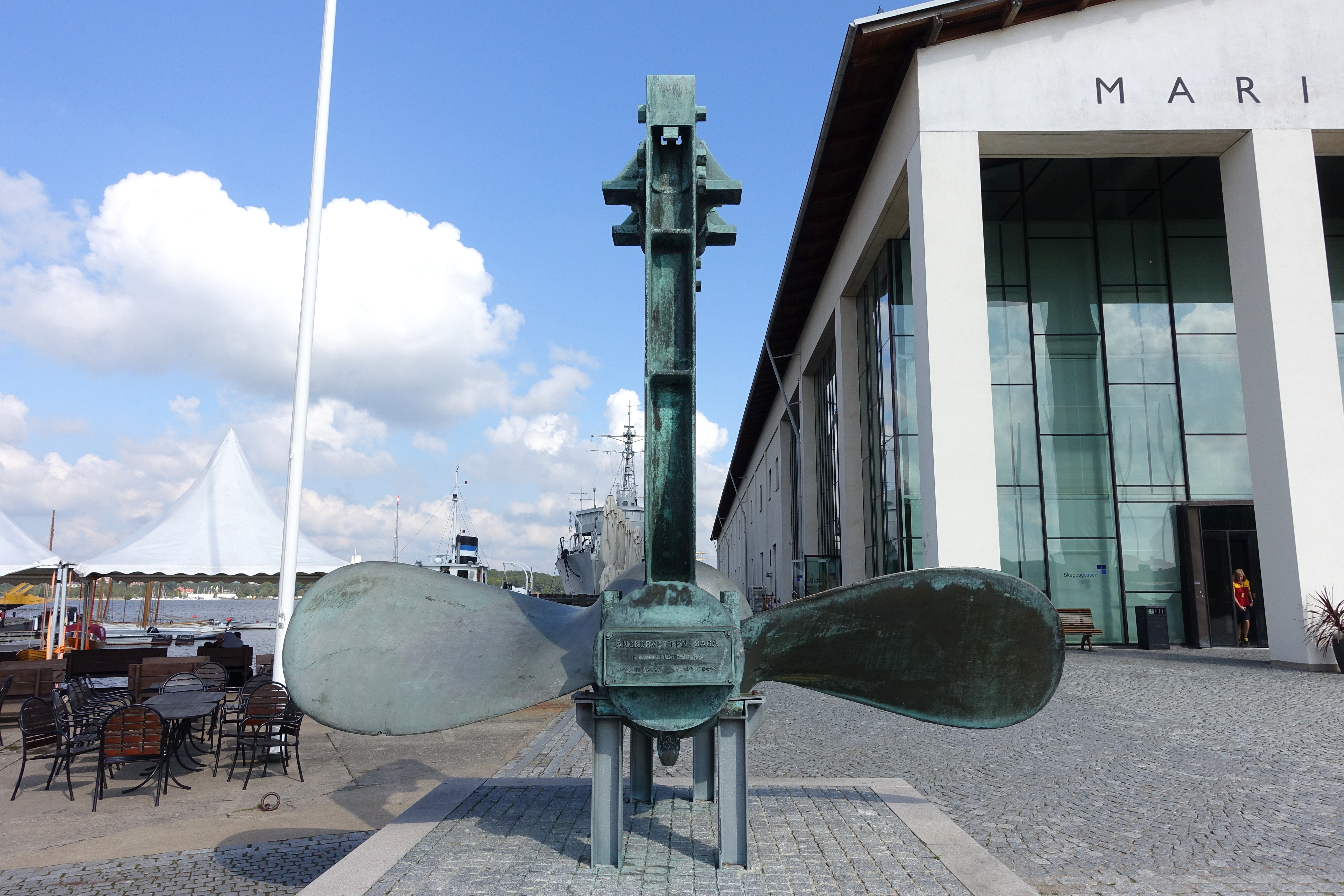
Sagas propeller, utställd utanför Marinmuseum i Karlskrona.
Modell av Sagas förskepp, Sjöhistoriska museet.